# 小行星4606
小行星4606（4606 Saheki）是一颗围绕太阳公转的小行星。1987年10月27日，關勉在藝西天文台发现了此天体。
該小行星以日本天文學家佐伯恒夫命名。
这颗小行星的绝对星等为252.0048267366407等。